# Estela Bravo
Estela Bravo är en amerikansk regissör. Hennes filmer fokuserar kring offer för bland annat krig fattigdom och orättvisa. Hon har vunnit över ett trettiotal priser för hennes filmer som skildrar händelser i Latinamerika, Afrika, Karibien och USA. Hennes filmer har visats på många stora TV-bolag såsom, PBS (US), CBC (Canada), Channel 4 (UK), RAI (Italy), Canal Plus (France), ABC (Australia).
Hennes filmer har även kommenteras och blivit omtalade i tidningar såsom, The New York Times, The Daily News, The Miami Herald, The Manchester Guardian, The Economist, Le Monde Diplomatique, och Spaniens "El Pais".

## Filmer
- Fidel - The Untold Story (2001)
- The Cuban excludables (1997)
- Miama-Havana (1994)
- After the battle (1991)
- Children in debt (1987)
- Holy Father and Gloria (1987)
- Returning to Chile (1986)
- Missing Children (1985)